# Dan Rader
Dan Irvin Rader mlađi (/ˈræðər/; rođen 31. oktobar 1931) američki je novinar. Rader je započeo svoju karijeru u Teksasu, i bio je na sceni atentata na Džona Kenedija u Dalasu 1963. godine. Njegovo izveštavanje je povisilo njegov položaj u CBS vestima, gde je bio dopisnik iz Bele kuće početkom 1964. godine. Služio je kao dopisnik iz inostranstva u Londonu i Vijetnamu tokom naredne dve godine, pre nego što se vratio na mesto dopisnika iz Bele kuće, pokrivajući predsednički mandat Ričarda Niksona, uključujući njegovo putovanje u Kinu, aferu Votergejt i ostavku.
Kada se Volter Kronkajt penzionisao 1981. godine, Rader je promovisan u voditelja vesti za CBS večernje vesti, ulogu koju je obavljao 24 godine. Uporedo sa Peterom Dženingsom iz ABC vesti i Tomom Brokauom iz NBC vesti, bio je jedan od „velike trojice” noćnih voditelja vesti u SAD od 1980-ih do početka 2000-ih. Takođe je često doprinosio magazinu nedeljnih vesti CBS-a 60 minuta. U roku od godinu dana od Brokauljevog penzionisanja  i Dženingsove smrti, 2005. godine napustio je dužnost nakon kontroverze u kojoj je predstavio neproverene dokumente u novinskom izveštaju o službenoj dužnosti u nacionalnoj gardi predsednika Džordža Buša tokom Vijetnamskog rata. Nastavio je da radi za CBS do 2006.
Na kablovskom kanalu AXS TV (koji se tada zvao HDNet), Rader je bio domaćin Dan Raderovih izveštaja, istražnom informativnom programu u trajanju od 60 minuta, od 2006 do 2013. Takođe je domaćin nekoliko projekata za AXS TV, uključujući Dan Rader prezentira, koji dubinski izveštavaju o širokim opsegu tema kao što su briga o mentalnom zdravlju ili usvajanju dece, i Veliki intervju sa Danom Raderom, gde je vodio dugotrajne intervjue sa muzičarima i ostalim zabavljačima. U januaru 2018. počeo je da radi kao domaćin onlajn vesti zvanih „Novosti sa Danom Raderom” na Jutjubovom kanalu „Mladi Turci”.

## Detinjstvo i mladost
Dan Irvin Rader mlađi je rođen 31. oktobra 1931, u okrugu Vorton, Teksas, kao sin Daniela Irvin Rader starijeg, rovokopača i polagača cevi, i Birl Veda Pejg. Raderovi su se preselili u Hjuston, gde je Dan pohađao osnovnu i srednju školu. On je maturirao je 1950. godine u srednjoj školi Džona H. Regana u Hjustonu. Godine 1953, stekao je diplomu iz novinarstva na Državnom univerzitetu Sam Hjuston, gde je bio urednik školskog lista, Hjustonijan. Na Sam Hjustonu, on je bio član Kabalerosa, osnivačke organizacije poglavlja Epsilon psi iz bratstva Sigma hi. Nakon što je stekao univerzitetsku diplomu, Rader je nakratko pohađao Pravni fakultet Južnog Teksasa u Hjustonu. Oni su mu kasnije dodelili priznanje počasnog doktora prava 1990. godine. U januaru 1954, Rader se upisao u Marinski korpus Sjedinjenih Država i bio je poslat u regrutni depo Marinskog korpusa San Dijega, ali je ubrzo otpušten, jer je izostavio da deklariše da je kao dete imao reumatsku groznicu.

## Rana karijera
Rader je svoju novinarsku karijeru započeo 1950. godine kao izveštač Asošiejted presa u Hantsvilu u Teksasu. Kasnije je bio reporter za Junajted Pres (1950–1952), nekoliko teksaških radio stanica i Hjuston hronikl (1954–1955). Oko 1955, Rader je napisao članak o heroinu. Pod okriljem policije Hjustona, probao je dozu droge, koju je okarakterisao kao „posebnu vrstu pakla“.
Radio je četiri sezone kao komentator za fudbalski tim Univerziteta u Hjustonu. Tokom bejzbol sezone niže lige 1959, Rader je bio komentator na radiju za Teksašku ligu Hjuston Bafs.
Godine 1959, Rader je započeo svoju televizijsku karijeru kao izveštač za KTRK-TV, podružnicu ABC u Hjustonu. Kasnije je unapređen u direktora vesti za KHOU-TV, podružnicu CBS-a u Hjustonu.
Septembra 1961, Rader je pokrivao uragan Karla za KHOU-TV, emitujući iz tadašnjeg Nacionalnog meteorološkog centra u Galvestonu. Poznat je po tome što je na TV-u prikazao prvu radarsku sliku uragana. Zamislio je da preklopi providnu mapu preko radarskog ekrana, kako bi publici pokazao veličinu uragana Karla. Uvereni u pretnju, više od 350.000 ljudi evakuisano je iz tog područja, što je bila najveća poznata evakuacija u to vreme. Veruje se da su njihove akcije spasile hiljade života u poređenju sa prethodnim uraganom, koji je usmrtio 6.000 do 12.000 ljudi. Raderov prenos Karle uživo je emitovao Njujork i nacionalne stanice. Rej Miler, direktor vesti KPRC-TV filijale NBC-a u Hjustonu, takođe je bio mentor Radera u ranim godinama.
Rader je 28. februara 1962. otišao iz Hjustona u Njujork na šestomesečno suđenje na CBS-u. Rader se nije lako uklopio na Istočnoj obali. Njegovi prvi izveštaji za CBS uključivali su izveštavanje o padu leta 1 kompanije Amerikan Erlajns u zalivu Jamajka i izveštaj o gušenju dece u bolnici u Bingamtonu u Njujorku. Ubrzo nakon toga, Rader je postavljen za šefa biroa za jugozapad CBS-a u Dalasu. U avgustu 1963. imenovan je za šefa Južnog biroa u Nju Orleansu, zaduženog za izveštavanje o vestima u Južnoj, Jugozapadnoj, Meksiku i Centralnoj Americi.

## CBS vesti

### Od ubistva JFK do Votergejta
U svojoj autobiografiji, Rader je naveo da je bio u Dalasu u novembru 1963. da bi vratio film sa intervjua u Juvaldi na ranču bivšeg potpredsednika Džona Nensa Garnera, koji je 22. novembra proslavio svoj 95. rođendan. Slučajno se našao „s druge strane železničke pruge, iza trostrukog podvožnjaka, trideset jardi od travnatog brežuljka koji će kasnije biti uključen u tolike teorije zavere.“ Njegov posao je bio da donese film iz kamiona sa kamerom na toj lokaciji, i da ga odnese u stanicu na uređivanje. On nije bio svedok pucanja na Kenedija i nije znao ništa o događajima sve dok nije stigao do KRLD, protrčavši kroz Dili Plazu.
U svojoj autobiografiji Rader je rekao da je bio jedan od prvih koji je pogledao Zapruderov film koji prikazuje atentat, i prvi koji ga je opisao na televiziji. Rader je izvestio da je smrtonosni pogodak u glavu potisnuo Kenedijevu glavu unapred, mada je ona bila odbačena unazad.
Kasnije je izvestio da su neki đaci u Dalasu aplaudirali kada su obavešteni o predsednikovoj smrti. Administratori su izjavili da su najavili da će škola biti prevremeno raspuštena i nisu pominjali atentat. Međutim, nastavnica Džoana Morgan je potvrdila da su učenici veselili na vest da je Kenedi upucan. Ova priča je razbesnela lokalne novinare u tadašnjoj CBS filijali KRLD-TV (sada KDFW-TV u vlasništvu i pod upravom Foksa).
Raderovo izveštavanje tokom nacionalnog perioda žalosti nakon Kenedijevog ubistva i kasnijih događaja impresioniralo je rukovodstvo CBS vesti. Godine 1964, izabrali su ga za mesto dopisnika mreže u Beloj kući.

## Literatura
- Dan Rather; Digby Diehl (2012). Rather Outspoken: My Life in the News. Grand Central Pub. ISBN 978-1-4555-0241-7. OCLC 756584260.
- Leonard Downie; Robert G. Kaiser (2003). The news about the news: American journalism in peril. Vintage. ISBN 978-0-375-71415-3.
- Hertsgaard, Mark (1988). On Bended Knee: The Press and the Reagan Presidency. Farrar Straus & Giroux. ISBN 978-0-374-25197-0.
- Rather, Dan. The Palace Guard, with Gary Gates
- Dan Rather; Mickey Hershkowitz (19. 2. 1984). The Camera Never Blinks: Adventures of a TV Journalist. Ballantine Books. ISBN 978-0-345-31833-6. OCLC 444864709..
- Rather, Dan. I Remember, with Peter Wyden.
- Rather, Dan with Herskowitz, Mickey. The Camera Never Blinks Twice. 1995. William Morrow.
- Dan Rather (2. 6. 1999). Deadlines and datelines. William Morrow & Co. ISBN 978-0-688-16566-6.
- Peter J. Boyer (15. 4. 1989). Who killed CBS?: the undoing of America's number one news network. St Martins Press. ISBN 978-0-312-91531-5.[мртва веза]
- 2nd Saddam interview

## Spoljašnje veze
- Dan Rader на веб-сајту Енциклопедија Британика (језик: енглески)
- Dan Rather на веб-сајту  (језик: енглески)
- Rather Dan Rader на веб-сајту  (језик: енглески)